# Oliver Mackeldanz
Oliver Mackeldanz (Berlino, 20 luglio 1990) è un cestista tedesco.